# 凯文·克莱许
凯文·杰弗里·克莱许（Kevin Jeffrey Clash，1960年9月17日—），美国玩偶操纵师及配音演员，其扮演玩偶角色包括：艾蒙、克里福德及猫头鹰胡茨。克莱许在幼年时期就开始着迷于玩偶，并在少年时代为家乡巴尔的摩的本地电视儿童节目表演。20世纪80年代早期，他开始为《袋鼠船长》（Captain Kangaroo）工作，并于1984年开始出现在《芝麻街》中。作为第三任艾蒙的玩偶操纵者，这成为他的成名角色，也使他成为了该节目的执行制片人和导演。克莱许在多部玩偶剧中任职，2012年，由于被指控不当性行为，他退出了“芝麻街”。
2006年，克莱许撰写了一部名为《我作为红色毛绒怪兽的人生》（My Life as a Furry Red Monster）的自传。

## 早年
凯文·克莱许于1960年9月17日生于美国马里兰州巴尔的摩，在四个孩子中排行第三，其父乔治·克莱许，一名焊工、杂务工，其母格莱蒂斯·克莱许，在自家经营一间小型的日托中心。克莱许受到儿童节目的启发，开始着迷于玩偶。他在10岁时制作了自己的第一个玩偶——一只米老鼠。他的第一次表演时在自己母亲的日托中心为儿童表演。在少年时期，他一共是做了近90个玩偶，其原型多来自于广告、流行音乐和他的朋友。在就读高中时，克莱许就已经开始在巴尔的摩各处演出，包括学校、教堂、筹款以及社区活动。在某次为本地的一个节庆表演时，克莱许得到了巴尔的摩电视主持人斯图·科尔（Stu Kerr）的赏识，后者成为了克莱许的首位导师，并雇佣他为Channel 2的一档名为《Caboose》的节目表演。17岁时，他开始师从玩偶操纵师科密特·拉弗。1979年，在拉弗的推荐下，克莱许出现在《芝麻街》中，扮演饼干怪兽，并因此遇到了吉姆·亨森，他后来的老板、导师及朋友。
19岁时，克莱许开始在《袋鼠船长》中担任玩偶师，最初他只是客串出演，有时还会自己上镜。

## 职业生涯
1984年，《袋鼠船长》在39季后被取消，克莱许担任制片人的另一部电视剧也已完结，克莱许开始为汉森工作，其中就包括《芝麻街》。他在1983年时就已经出现在10集《芝麻街》中 。在他之前有三名玩偶师扮演过艾蒙，而在克莱许的演绎下，该角色才最终成型并大获成功。艾蒙的角色是他以之前在母亲日托中心中的学前班孩子为原型塑造而成。
在艾蒙的大受欢迎之后，克莱许在《芝麻街》中的职责得以提升，他负责选拔、面试、训练该节目的玩偶师，并成为了该节目中一个名为“艾蒙的世界”环节的高级玩偶协调员、编剧、导演、联合制片人。2007年，他被提拔为芝麻街工坊的高级创意顾问。
2006年，克莱许同加里·布鲁泽克、路易斯·亨利·米歇尔撰写了名为《我作为红色毛绒怪兽的人生：成为艾蒙让我对于生活、爱和放声大笑学到了什么》的自传。他的人生经历被制作成了2011年的一部纪录片《成为艾蒙：一个玩偶师的人生旅程》（Being Elmo: A Puppeteer's Journey）。

### 辞职及丑闻
2012年11月，23岁的谢尔顿·斯蒂芬斯（Sheldon Stephens）声称自己在16岁时曾与克莱许有过性关系。芝麻街工坊在6月时已经接到该指控，但是在其内部调查中判定该指控证据不足。克莱许承认自己曾经与斯蒂芬斯交往过，但是他表示两人之间的关系是两厢情愿的成人关系。斯蒂芬斯后来收回自己的指控，但是2周后，塞西尔·辛格顿（Cecil Singleton）以及第三名匿名男子做出了相同的指控，并起诉克莱许。
2012年11月20日，克莱许从芝麻街工坊辞职，并发表声明称：“私人恩怨已经将大众关注的焦点从芝麻街所做的重要工作上转移，而我无法让这种情况继续下去。对于离去我深感抱歉，并希望能够私下解决这些个人恩怨。”芝麻街工坊也发布了一份声明：“很不幸，有关凯文私人生活的争议转移了大众视线，这是我们谁都不希望的，他认为自己无法在工作上发挥作用，已经选择离开芝麻街”。

## 个人生活
克莱许曾同吉尼亚·克莱许有过17年的婚姻关系，两人育有一女，生于1993年。
2012年11月，为了回应导致自己辞职的指控，克莱许公开宣布自己是同性恋，他表示：“我是一名同性恋。我从来未因此感到羞耻抑或是试图掩盖它，但是我觉得这是个人的、私密的问题”。

## 奖项和荣誉
- 克莱许在1990年和2005年因为在《芝麻街》中扮演艾蒙两次获得日间艾美奖最佳儿童剧杰出演员。[35]他总计获得过23项日间艾美奖和1项黄金时段艾美奖。[36]

- 2012年5月19日，克莱许获得华盛顿及杰弗逊学院的荣誉学位。[37]

## 引用
1. ↑  Clash, pp. 10–11
2. ↑  Herman (Part 1), event occurs at 3:41
3. ↑  Marks, event occurs at 9:11
4. ↑  Herman (Part 1), event occurs at 11:09
5. ↑  Clash, p. 68
6. ↑  Clash, p. 3
7. ↑  Clash, p. 155
8. ↑  Herman (Part 2), event occurs at 9:19
9. ↑  Davis, p. 288
10. ↑   Marks, event occurs at 17:55
11. ↑  Clash, pp. 68–70
12. ↑  Marks, event occurs at 30:26
13. ↑  Clash, pp. 71–75; p. 140
14. ↑  Herman (Part 2), event occurs at 3:59
15. ↑  Clash, p. 158
16. ↑  Marks, event occurs at 39:49
17. ↑  Herman (Part 2), event occurs at 18:46
18. ↑  Clash, p. 163
19. ↑  Clash, p. 121
20. ↑  Herman (Part 2), event occurs at 24:26
21. ↑  Herman (Part 3), event occurs at 1:05
22. ↑  Marks, event occurs at 49:02
23. ↑  Ramirez, Anthony. . The New York Times. 1996-12-08  [2012-12-06]. （原始内容存档于2014-01-16）.
24. ↑  Marks, event occurs at 58:52
25. ↑  Lee, Felicia R. . The New York Times. 2006-08-23  [2012-11-12]. （原始内容存档于2015-04-19）.
26. ↑  Reeves, Ronke Idowu. . Black Entertainment Television. 2011-11-07  [2012-12-12]. （原始内容存档于2012-11-27）.
27. ↑  Gikow, Louise A. . New York: Black Dog & Leventhal Publishers. 2009: 262. ISBN 978-1-57912-638-4.
28. ↑  . C21Media.com. 2007-05-17  [2012-12-08].
29. 1 2  Moore, Frazier. . The Toronto Star. 2012-11-12  [2012-11-15]. （原始内容存档于2012-11-14）.
30. ↑  Sragow, Michael. . The Baltimore Sun. 2011-11-13  [2012-12-09]. （原始内容存档于2013-01-17）.
31. 1 2 3  Jensen, Elizabeth; Brian Stelter. . The New York Times. 2012-11-20  [2012-11-15]. （原始内容存档于2012-11-20）.
32. ↑  Clash, p. 125
33. ↑  Macatee, Rebecca. . E! Online. 2012-11-21  [2012-11-25]. （原始内容存档于2012-11-27）.
34. ↑  Oldenburg, Ann. . USA Today. 2012-11-12  [2012-11-26]. （原始内容存档于2012-11-17）.
35. ↑  Clash, pp. 55–57; pp. 58–59
36. ↑  Moore, Frazier. . The Denver Post. 2012-11-20  [2012-12-09]. （原始内容存档于2012-12-04）.
37. ↑   (新闻稿). Washington, Pennsylvania: Washington & Jefferson College. 2012-05-21  [2012-05-22]. （原始内容存档于2013-06-24）.